# Нурри, Луи
Луи Нурри (фр. Louis Nourrit, 4 августа 1780, Монпелье, — 23 сентября 1831, Брюнуа) — французский оперный певец начала XIX-го века, тенор; любимый ученик Пьер-Жана Гара́, с 1812 по 1826 — первый тенор Опера́ де Пари́.

## Биография
Родился на юге Франции, в крупном приморском городе Монпелье, в семье ювелирных торговцев. Певческий дар обнаружил ещё в детстве, и родители позаботились, чтобы он брал уроки пения у известных в городе мастеров вокального искусства. Намеревался продолжать семейное дело и помогал отцу в магазине на рынке. Однако по настоянию знакомого семьи, композитора Этьена Мегюля, поступил в Парижскую консерваторию, где стал любимым учеником знаменитого в то время оперного певца Гара́, и неоднократно награждался золотыми медалями на внутренних конкурсах консерватории.
Дебютировал в Опера де Пари в роли рыцаря-крестоносца Ринальдо, в опере Глюка «Армида», и, видимо, успешно: его взяли в труппу, и постепенно он вышел в число известных исполнителей классических ролей, став в 1812 году официально первым тенором театра.
Весьма одарённый вокально, с аристократической внешностью и манерами, Луи Нурри был довольно сдержан на сцене, его искусное исполнение часто производило впечатление прохладной бесстрастности. Его называли «неамбициозным». Нурри предпочитал известные и проверенные роли и редко соглашался на новые. Даже будучи известным оперным исполнителем, он не оставлял ювелирное дело своего отца и желал, чтобы его дети тоже продолжили алмазную торговлю.
Вопреки воле отца, старший сын Нурри, Адольф, хорошо певший, 10 сентября 1821 успешно дебютировал в Опера де Пари в роли Пилада из оперы Глюка «Ифигения в Тавриде». Через несколько лет Адольф, продолживший карьеру оперного певца, удивительно напоминавший всем отца в молодости, окреп, заметно развился и стал популярным. В 1826 году Луи Нурри счёл за лучшее выйти «на пенсию», уступив место первого тенора сыну.
В отставке Луи Нурри поселился в именьице, купленном в окрестностях Парижа, в Брюнуа, где и скончался 23 сентября 1831, — ему едва исполнился 51 год.
Кроме Адольфа (1802—1839), у Луи Нурри был и младший сын — Огюст (1808—1853), тоже избравший карьеру певца.